# Santa Tereza (község)
Santa Tereza egy község (município) Brazíliában, Rio Grande do Sul államban. 2022-ben becsült népessége 1505 fő volt.

## Nevének eredete
A hagyomány szerint a kialakuló település Joaquim Rodrigues Antunes mérnök (az Intendência de Montenegro földmérője és a gyarmati telkek kijelölője) feleségének, Terezának tiszteletére kapta nevét. Egy másik vélemény szerint azonban Bourbon–Szicíliai Teréz brazil császárné után nevezték el, ugyanis bevett gyakorlat volt a Brazil Császárságban, hogy a fontosabb településeket a császári család tagjai után nevezték el: Colônia Dona Isabel, Colônia Conde D'Eu, Linha Leopoldina stb.

## Története
A Taquari folyó partjának vidékét 1850 körül kezdték gyarmatosítani, ekkor a Carreiro mellékfolyón fűrészmalmot létesítettek a Fazenda Fialho nevű helyen (ma São Valentim do Sul, korábban Colônia Guaporé területe) és tutajokként (zàtere) szállították a fát az állam fővárosába. A folyók akkoriban alapvető fontosságúak voltak az áruk és termékek szállításához, és ez döntő tényező volt Santa Tereza helyének kiválasztásában, mivel ez volt az utolsó hajózható pont a Taquari/Antas medencében. Az új kolónia létrehozását már 1862-ben tervbe vették, a terület gyarmatosítása azonban csak 1885-ben kezdődött olasz és lengyel bevándorlókkal, akik az úgynevezett Linha José Júlio helyen telepedtek le. 1886-ban már felépült kápolnájuk. A kialakuló település az olasz bevándorlás egyik legfontosabb környékén található, az építészeti elemek stílusa miatt pedig hasonlít az észak-olaszországi falvak kinézetére. A közlekedés a Taquari folyón átívelő komppal történt, amely akkoriban az egyetlen összeköttetést jelentette az állam többi részével.
A gyarmati telkek elfoglalásával a hely fontos szerepet kapott a kikötő miatt. Dona Isabel és Conde D'Eu kolóniák terményeit (hús, cachaça, disznózsír, gabona) maxambombán (vonatszerű dolog) vitték Santa Tereza kikötőjébe, ahonnan az Arnt Hajózási Társaság Porto Alegrebe szállította azokat, onnan pedig sót, paraffint, szöveteket, szerszámokat, iparcikkeket hozott. 1902-ben felépült velencei gótikus stílusú kőtemploma. Santa Tereza olyan fejlődési szintet ért el, amelyek csak a nagyobb városokra volt jellemző: szállodák, szeszfőzdék, sajtgyár, fazekasműhely, erőmű épült; kórház, malmok, kereskedelmi szövetkezetek létesültek. Itt alapították Brazília egyik úttörő harmonikagyárát, az Appiani e Savoiát. 1916-ban Santa Terezát Bento Gonçalves kerületévé nyilvánították, 1924-ben pedig plébániává. 1935-ben három bankfiók működött.
1944-ben átnevezték Aratingára, de 1949-ben visszakapta a Santa Tereza nevet. A folyami hajózás visszaszorulása miatt a hely több évtizedre elszigetelődött és stagnált, azonban a század második felében a vasút megépítése ismét fellendítette a gazdaságot. 1966-ban régi, neogótikus templomát lebontották és új, modern stílusút építettek. 1992-ben Santa Tereza függetlenedett és 1993-ban önálló községgé alakult.

## Leírása
Székhelye Santa Tereza, további kerületei nincsenek. A községközpont 87 méter magasságban, Porto Alegretől 145 kilométerre fekszik. A környező hegyek, a Taquari, Barra Mansa és Vinte e Dois folyók közelsége, a történelmi épületek, az enyhe éghajlat kellemes, különleges várossá teszik Santa Terezát.